# Beyond Good & Evil
Beyond Good & Evil (рус. «За гранью добра и зла») — компьютерная игра в жанре action-adventure, разработанная и изданная подразделениями Ubisoft. В конце 2003 года была выпущена для платформ Gamecube, PC (Windows), PlayStation 2 и Xbox. Версия игры для платформ Xbox 360 (XBLA) и PlayStation 3 (PSN) была выпущена в 2011 году. В июне 2024 года было выпущено переиздание игры на платформах PlayStation 4, PlayStation 5, Xbox One, Xbox Series X/S, Nintendo Switch.
Фотожурналистка Джейд, главная героиня, становится членом повстанческой организации «Сеть ИРИС», распространённой по всей вселенной. Ей предстоит скрытно запечатлеть на фотографиях заговор инопланетных захватчиков на прежде мирной планете Хиллия. Помогать в опасных вылазках будут её опекун Пей’Дж, кабаноподобный гуманоид, и Аш-Два, корреспондент ИРИС. Тайрон Миллер, менеджер по связям с общественностью компании, сообщил, что игра названа так, потому что «придётся решить для себя, что есть добро, а что — зло».

## Сюжет

### Предыстория
Действие игры происходит в 2435 году на планете рудокопов Хиллия, расположенной в отдалённой части галактики. Архитектура города, вокруг которого происходит действие игры, по стилю является деревенской европейской. Сам мир сочетает современные элементы, такие как электронная почта и кредитные карты, с элементами научной фантастики и фэнтэзи, такими как космические корабли и антропоморфные животные, сосуществующие с людьми.
Хиллия находится под осадой монстров-захватчиков — ДумЦ (англ. DomZ) — враждебных существ, которые похищают жителей планеты и вывозят их в неизвестном направлении. Перед началом игры к власти на Хиллии приходит военная диктатура под названием «Корпус Альфа» (англ. Alpha Section), под командованием генерала Кхека. Борцы подразделения Корпуса Альфа вооружены самым современным оружием и техникой, и все уверены, что спецназ беспощадно истребляет пришельцев и восстанавливает порядок на Хиллии. Однако подпольная повстанческая организация «ИРИС» (англ. IRIS Network), противоборствующая ДумЦ, сомневается в правдоподобности действий Корпуса и пытается раскрыть хилийцам правду — Корпус Альфа не защищает планету от пришельцев, а, наоборот, всячески помогает им.

### Игра
Главная героиня игры — Джейд, девушка 20-ти лет. Она живёт на небольшом островке с маяком, где они с дядей Пей’джем организовали приют для одиноких детей, родителей которых похитили ДумЦ. В один момент маяк оказывается не способен к защите от нападения, из-за этого в его территорию проникает Глаз ДумЦ, который схватив Джейд пытается помутить её разум, и в этот момент видно, что с ней через него пытается связаться Высший Глава ДумЦ — он постоянно твердит у неё в голове: «Шони! Шони!». Но Пей’Дж вовремя вмешивается, и вместе с Джейд они дают отпор. От Глаза остаётся только жемчужина, питающая жизненной силой многочисленные враждебные существа ДумЦ.
Затем с Джейд связывается некий Хан — представитель некого господина Де Кастеллака, который просит, чтобы Джейд сфотографировала для последнего одно очень редкое экзотическое животное. Животное на деле оказывается чудовищным монстром, которого Джейд и Пей’джу с трудом удаётся победить. Когда они встречаются с Ханом, тот раскрывает, что никакого Де Кастеллака нет, а сам он является членом «ИРИС». Задание с фотографией было на деле проверкой, так как «ИРИС» хочет привлечь Джейд на свою сторону. Хан приводит Джейд в секретный штаб «ИРИС», который расположен в городском баре «Акуда», где Джейд узнаёт следующее: после каждой атаки ДумЦ Корпус Альфа забирает раненных хилийцев якобы для госпитализации, но на самом деле их сначала держат на заводе пищ-пилюль, откуда на челноках перевозят на бойню, а оттуда на космических кораблях переправляют на базу ДумЦ, которая находится на Луне. Атаки ДумЦ на Хилию на самом деле являются также и прикрытием, чтобы хилийцы не увидели взлетающих кораблей. Также выясняется, что «ИРИС» рассредоточена по всей галактике и на каждой планете у неё есть своя ячейка. У каждой ячейки есть свой командир, но хилийская «ИРИС» ни разу не видела своего командира — в целях безопасности он всегда общался с ними только по радио.
«ИРИС» даёт Джейд задание — поочерёдно проникнуть на вышеперечисленные объекты и сделать соответствующие снимки, которую потом пустят в печать, с тем чтобы гражданские хилийцы подняли восстание. Вооружившись фотоаппаратом и взяв себе позывной «Шони», Джейд преступает к выполнению заданий. Когда Джейд и Пей’Дж пробираются на завод, то Пей’Дж отдаёт ей диск с данными, пояснив, что она в ближайшее время должна просмотреть его, а вскоре его хватают гвардейцы Корпуса Альфа. Ещё позже Джейд обнаруживает там же недавно пропавшего агента ИРИС Аш-Два, находящимся в камере пыток. Освободив его она приобретает нового напарника, поддерживающего Джейд после случая с Пей’Джом. Обойдя завод и бойню и сделав все нужные фотографии Джейд сталкивается с проблемой: у них нет корабля, способного улететь за пределы планеты. Однако, затем со штабом «ИРИС» выходит их командир и Джейд с удивлением узнаёт по голосу Пей’Джа, который только и успевает, что сказать, что Джейд должна просмотреть диск, который он ей дал. На диске обнаруживается видеопослание, в котором Пей’Дж сначала вспоминает, как родители Джейд оставили её ему на попечение и как они решили обосноваться на Хилии. Затем он раскрывает, что если Джейд когда-нибудь понадобиться космический корабль, то корабль «Белуга» спрятан в его мастерской под маяком.
На «Белуге» Джейд и Аш-Два летят на Луну, где пробираются на базу ДумЦ. Двигаясь вперёд они в какой-то момент находят бездыханное тело Пей’Джа. Джейд, простившись с дядей, идёт дальше и добирается до центрального зала, где фотографирует аудиенцию Кхека с высшим главой ДумЦ, который требует, чтобы к нему «привели девчонку». Вдруг из «ИРИС» отправляют сообщение, говорящее, что Пей’Дж только что связался с ними. Джейд возвращается и встречает его живого и здорового. Он рассказывает, что она обладает особенным даром, который постепенно стал пробуждаться в ней и это он оживил его. Отправившись в передатчик, троица выводит фотографии населению, и «ИРИС», наконец, удаётся организовать мощное восстание против Корпуса Альфа. Далее троица собирается улететь, но тут «Белуга» попадает в поле луча-захвата, исходящего от корабля Кхека. Им удаётся уничтожить корабль и победить Кхека, но тот перед смертью сообщает Джейд, что глава ДумЦ идёт по её следу.
Далее на Луну прилетает эскадрилья хилийской армии и вступает в бой с истребителями Корпуса Альфа. Джейд, Пей’Дж и Аш-Два пробираются в центральный зал, где предстают перед главой ДумЦ, который раскрывает правду: на самом деле Джейд не человек, а источник его силы — Шони. Когда-то «ИРИС» выкрала её, думая, что так ДумЦ будет обессилен, но тот выжил, похищая людей и выпивая из них энергию. Джейд уничтожает Главу и освобождает похищенных.
После заключительных титров следует мини-ролик, показывающий, как у Пей’Джа на руке появляется нарост паразита ДумЦ.

## Игровой процесс
Основные миссии в игре проходят в секретных местах Корпуса, и их нужно проходить скрытно и незаметно. Основа игрового процесса — разгадывание головоломок и загадок, нахождение верных направлений и поиск нужных кнопок для открывания дверей. Здесь раскрывается совместная взаимовыручка: многие задачи невыполнимы без напарника, например, некоторые двери открываются, только если нажать на две напольные кнопки одновременно, что Джейд в одиночку сделать никак не может. И тогда к нам на помощь приходит дядюшка Пей’Дж, который взламывает двери и чинит сломанные устройства, или Аш-Два, который рушит более крепкие приспособления. Оба напарника имеют супер-удар, который на секунду поднимает в воздух малых или средних врагов. Воспользовавшись их коротким беспомощным состоянием, мы должны вовремя ударить их палкой в сторону, где необходима силовая нагрузка (залежи кристаллов материи, откидные мосты, вагоны со взрывчаткой и т. п.).
При встрече с врагами Джейд дерётся посохом дзё. Она имеет 3 типа ударов: обычный, удары ногами и сильный удар, поражающий ближестоящих противников. Позже, в миссии в заводе пищ-пилюль, она находит метатель гиродисков. С помощью него можно прицельно стрелять в уязвимые места врагов и в труднодоступные кнопки, отвлекать противников и двигать некоторые объекты.
В свободное от миссий время мы катаемся на нашем водном автомобиле — ховеркрафте, умеющем стрелять. Данное средство передвижения можно всячески улучшать в магазине, чтобы оно могло, например, прыгать, отталкиваясь от поверхности, или стрелять более мощными снарядами.
Независимо от того, в миссии мы или нет, Джейд может фотографировать различных существ и животных, встречающихся по всей Хиллии. За каждый снимок Научный Центр платит от 100 до 3500 денежных единиц. Периодически, если мы постоянно отсылаем фотографии Центру, нам также платят Жемчужиной, альтернативной валютой, за которые можно улучшить ховеркрафт. Жемчужин в игре ограниченное число — 88. Их можно не только получать от Научного Центра, но и покупать, зарабатывать в разнообразных мини-играх или поднимать с тел убитых особо сильных врагов. Деньги Джейд получает за выполнение миссий, участие в гонках, фотоснимки и сбор кристаллов материи (каждая штука стоит 5 единиц).

## Разработка
Работа над игрой велась во французском филиале Ubisoft, который находится в Монпелье. Разработку Beyond Good & Evil возглавил французский геймдизайнер Мишель Ансель, известный по созданию игры Rayman. Продолжительность работы над проектом под кодовым названием «BG & E» составила около трёх лет. В группу разработчиков входило 30 человек.
Как говорит в своих интервью Мишель Ансель, он хотел, чтобы игрок был абсолютно свободным исследователем в игре. В то же время разработчик желал создать осмысленную историю. В своей работе он вдохновлялся вселенной Миядзаки, а на создание главной героини Мишеля сподвигла его супруга.
Впервые Ubisoft продемонстрировали Beyond Good & Evil на выставке Electronic Entertainment Expo 2002 года, где игра получила не самый тёплый приём. Разработчики учли критические замечания и попытались сделать игру более коммерчески привлекательной, в частности они изменили возраст главной героини (изначально она была подростком). Окончательный вариант игры увидел свет в 2003 году.

## Голоса

### Английская версия
- Джоди Форрест — Джейд
- Дэвид Гэзмен — Пей’Дж
- Роберт Бёрнс — Аш-Два

### Французская версия
- Эмма де Кон — Джейд
- Мартел Ле Мину — Пей’Дж, Иссам
- Люк Бернард — Аш-Два
- Марк Саез — Секундо
- Тьерри Мерсье — генерал Кхек
- Элен Бизо — мадам-губернатор
- Наташа Мюллер — директриса научного центра

## Саундтрек
Саундтрек к игре написал композитор Кристоф Эраль (фр. Christophe Héral). Официальный саундтрек включает в себя следующие композиции:
1. In the Beginning
2. Dancing With Domz
3. Home Sweet Home
4. Hyllian Suite
5. Mammago’s Garage
6. Isle de Noir
7. Mineshaft Madness
8. Say Cheese, Fellas
9. Akuda House Propaganda
10. Ancient Chinese Secrets
11. Don’t Fear The Reaper
12. Fear The Reaper
13. Fun and Mini-Games
14. Funky Bar 100
15. When Domz Attack
16. Slaughterhouse Scramble
17. Sneaky Jade Suite
18. Organic Beauty
19. Violent Jade Suite
20. Heart of Darkness
21. Metal Gear Domz
22. Something Completely Different
23. Behind Enemy Lines
24. Free Your Mind
25. Thoughtful Reflections
26. Enfants Disparus
27. Above and Beyond
28. Unacceptable Losses
29. In Hot Pursuit
30. Sins of the Father
31. Redemption

## HD-версия
В 2011 была выпущена HD-версия для больших экранов с настройками изображения под широкий формат 16:9. Помимо этого, у некоторых предметов (как у посоха Джейд) было увеличено число полигонов, а у 3D-декораций частично были изменены текстуры. HD-версия вышла только на консолях.

## Переиздание
В июне 2024 года представители Ubisoft сообщили, что переиздание Beyond Good & Evil будет готово 25 июня 2024 года. По словам разработчиков, игра будет работать не только на современных Windows, но и на актуальных консолях —  PlayStation 4, PlayStation 5, Xbox One, Xbox Series X/S и Nintendo Switch. Также в игре будет обновлённая графика и новые миссии, связанные с сюжетом Beyond Good and Evil 2. Будет добавлена возможность пропускать кат-сцены и новый Speedrun Mode.

## Продолжение
Первая игра должна была стать первой частью трилогии, но ограниченный коммерческий успех не дал исполниться планам создателей сразу. Только в 2008 году ими были даны намёки, что продолжение разрабатывается. 12 июня 2017 года вторая часть была анонсирована на E3 2017.

## Оценки и критика
| Сводный рейтинг          | Сводный рейтинг | Сводный рейтинг | Сводный рейтинг | Сводный рейтинг | Сводный рейтинг | Сводный рейтинг | Сводный рейтинг |
| Издание                  | Оценка          | Оценка          | Оценка          | Оценка          | Оценка          | Оценка          | Оценка          |
| Издание                  | Общая           | GC              | PC              | PS2             | PS3             | Xbox            | Xbox 360        |
| ------------------------ | --------------- | --------------- | --------------- | --------------- | --------------- | --------------- | --------------- |
| GameRankings             | N/A             | 88,14 %         | 83,22 %         | 87,09 %         | 84,42 %         | 88,61 %         | 85,08 %         |
| Metacritic               | N/A             | 87/100          | 83/100          | 86/100          | 83/100          | 87/100          | 84/100          |
| «Критиканство»           | 88/100          | N/A             | N/A             | N/A             | N/A             | N/A             | N/A             |
| Иноязычные издания       |                 |                 |                 |                 |                 |                 |                 |
| Издание                  | Оценка          | Оценка          | Оценка          | Оценка          | Оценка          | Оценка          | Оценка          |
| Издание                  | Общая           | GC              | PC              | PS2             | PS3             | Xbox            | Xbox 360        |
| GameSpot                 | N/A             | N/A             | N/A             | N/A             | N/A             | 8,3/10          | N/A             |
| GameSpy                  | N/A             | N/A             | [ 26 ]          | N/A             | N/A             | N/A             | N/A             |
| IGN                      | N/A             | N/A             | N/A             | N/A             | N/A             | 9,0/10          | N/A             |
| XboxAddict               | N/A             | N/A             | N/A             | N/A             | N/A             | 96 %            | N/A             |
| Русскоязычные издания    |                 |                 |                 |                 |                 |                 |                 |
| Издание                  | Оценка          | Оценка          | Оценка          | Оценка          | Оценка          | Оценка          | Оценка          |
| Издание                  | Общая           | GC              | PC              | PS2             | PS3             | Xbox            | Xbox 360        |
| Absolute Games           | N/A             | N/A             | 91 %            | N/A             | N/A             | N/A             | N/A             |
| «PC Игры»                | N/A             | N/A             | 8,0/10          | N/A             | N/A             | N/A             | N/A             |
| «Домашний ПК»            | N/A             | N/A             | [ 30 ]          | N/A             | N/A             | N/A             | N/A             |
| «Игромания»              | 9,5/10          | N/A             | 9,0/10          | N/A             | N/A             | N/A             | N/A             |
| «НИМ»                    | N/A             | N/A             | 8,9/10          | N/A             | N/A             | N/A             | N/A             |
| «Страна игр»             | 8,5/10          | N/A             | N/A             | N/A             | N/A             | N/A             | N/A             |
| SQD.RU                   | 9,5/10          | N/A             | N/A             | N/A             | N/A             | N/A             | N/A             |
| Виртуальные радости      | 9/10            | N/A             | N/A             | N/A             | N/A             | N/A             | N/A             |
| Награды                  |                 |                 |                 |                 |                 |                 |                 |
| Издание                  | Награда         | Награда         | Награда         | Награда         | Награда         | Награда         | Награда         |
| Домашний ПК              | Выбор редакции  | Выбор редакции  | Выбор редакции  | Выбор редакции  | Выбор редакции  | Выбор редакции  | Выбор редакции  |
| GameSpy                  | Editors' Choice | Editors' Choice | Editors' Choice | Editors' Choice | Editors' Choice | Editors' Choice | Editors' Choice |
| Absolute Games           | Наш выбор       | Наш выбор       | Наш выбор       | Наш выбор       | Наш выбор       | Наш выбор       | Наш выбор       |
| Лучшие компьютерные игры | Корона          | Корона          | Корона          | Корона          | Корона          | Корона          | Корона          |
| Game.EXE                 | Наш выбор       | Наш выбор       | Наш выбор       | Наш выбор       | Наш выбор       | Наш выбор       | Наш выбор       |

Незадолго до издания игры журналы Official U.S. PlayStation Magazine и PlayStation Magazine высоко оценили игру, показанную на E3 2003 года и назвали её одной из лучших игр, представленных на выставке.
Игра Beyond Good & Evil получила в целом положительные отзывы критиков. Агрегатор оценок Metacritic собрал среднюю оценку в 87 баллов у версии для Xbox, 87 уверсии для GameCube, 86 у версии для PlayStation 2, 84 у версии для Xbox 360, 83 у версии для PlayStation 3, и наконец, 83 балла у версии для PC.
Графика игры в целом была хорошо воспринята критиками. Оценивая версию для GameCube, обозреватель Game Informer написал, что «Каждое мгновение Beyond Good & Evil выглядит так же хорошо, как и катсцена традиционной ролевой игры» и что эффекты игры и анимация персонажей были «потрясающими». С другой стороны, Джон Хикс из PC Format написал, что хотя некоторые эффекты были «превосходными», в остальном «незрелищная» графика была нежелательным напоминанием о «консольных корнях» игры. Обозреватели 1UP.com и Official U.S. PlayStation Magazine написали, что проблемы с графикой игры часто мешают игровому процессу и утомительны. Худшей проблемой они назвали падение частоты кадров, которая зачастую снижается настолько, что делает исследование окружающей среды неприятным для игрока.
С этого дня Мишель Ансель больше не является «создателем Рэймана». Отныне он гений, «который принёс нам Beyond Good and Evil». [...] BG&E, брошенная среди множества рождественских блокбастеров, возвышается над всеми ними и производит неизгладимое впечатление.
Обозреватель Edge высоко оценил игру за её сюжет и дизайн, но раскритиковал сюжет как неспособный «соответствовать первоначальной привлекательности Джейд». По словам рецензента, сюжет стал «довольно прозаичным» без «мрачности и моральной двусмысленности названия», а привлекательная обыденность Джейд страдает от раскрытия её «таинственной скрытой личности». Дан Туз из Sydney Morning Herald назвал игровую обстановку «темной, в стиле барокко и земной, далекой от кристально чистого действия игр серии Final Fantasy» и назвал её одним из «лучших приключений последних лет», а также «очень европейским подходом к ролевым играм в этом жанре». Константин Говорун из «Страны игр» похвалил антураж «загадочной, откровенно чужой планеты», и заметил, что её события были бы уместны «в хорошем фантастическом фильме, а то и романе», поскольку поднимаемые в ней проблемы «традиционны». Александр Григорьев, рецензент Absolute Games, высказался, что игра «отличается ещё и тщательнейшей проработкой игровой вселенной». Константин Инин из «Навигатора игрового мира» сравнил эстетику игры с серией Rayman, и решил что она «к месту». Маша Ариманова из Game.EXE писала, что в игре «один из самых пластичных» миров, а сюжетно игра содержит «нешуточный социальный и политический комментарий».
Среди жалоб указывались проблемы с управлением и недостаточная глубина игрового процесса. Лиза Мэйсон из Game Informer писала, что игровое управление было практичным, но сильно упрощённым с её точки зрения, и что она хотела бы иметь больше возможностей по управлению персонажем. Кевин Райс из PC Gamer нашёл большую часть игрового процесса и исследований освежающими, но назвал гонки на воздушной подушке «не очень веселыми» и счёл, что боевая система была самым слабым элементом игры. Говорун из «Страны игр» сравнил игру с «занудной» Star Fox Adventures в плане качества игрового процесса, и отметил что открытые пространства являются «не самой сильной стороной игры». Рецензент Edge назвал взаимодействие игрового процесса с игроком «опустошенным», как непреднамеренное последствие попытки Анселя упорядочить игру.
Beyond Good & Evil не пользовалась коммерческим успехом. Игра вышла в период Рождественских праздников 2003 года, и после этого были отмечёны её низкие продажи. Розничные магазины быстро снизили цену на 80 процентов. Журнал Official U.S. PlayStation Magazine объяснил низкие продажи игры чрезмерно перенасыщенным рынком, и назвал Beyond Good & Evil коммерческим «разочарованием». В ретроспективе Ансель отметил, что потребителей в то время интересовали устоявшиеся франшизы и «технологичные» игры, и рассказал, что несмотря на то что Beyond Good & Evil была показана на двух разных выставках E3, «о ней никто не говорил». По его словам, команда решила, что игре будет нужно время на то, чтобы получить признание. Сотрудники Official U.S. PlayStation Magazine также отметили, что у игры была «странная завязка», а компания Ubisoft не занималась рекламой, и благодаря этому Beyond Good & Evil осталась в тени. Разочаровывающие продажи были частично связаны с тем, что компания Ubisoft не знала, как рекламировать игру, а Лоран Деток, генеральный директор Ubisoft North America, назвал недостаточное изучение рынка одним из своих худших бизнес-решений. На тот момент усилия маркетингового отдела Ubisoft были сосредоточены на игре Prince of Persia: The Sands of Time. Бывший вице-президент Ubisoft North America по издательской деятельности Джей Коэн и управляющий директор европейского отделения Алейн Корри связали коммерческие неудачи игры с недостаточным объёмом маркетинга. «Игра была какая нужно, техническое совершенство было каким нужно, но возможно, целевая аудитория была не та, что нужно», — сказал Корри в интервью BBC. Позднее Корри прокомментировал про переиздание 2011 года для приставки Xbox 360, что оно продалось «очень хорошо», но заметил что этот успех состоялся «слишком поздно» чтобы как-то повлиять на изначальные плохие продажи. Планировалось, что игра должна была стать первой частью в трилогии, но плохие продажи помешали осуществлению этих планов.

### Награды и наследие
Beyond Good & Evil была номинирована на множество игровых наград, часть из которых была выиграна. «Международная ассоциация разработчиков игр» номинировала игру на три звания на церемонии Game Developers Choice Awards 2004 года: «Игра года», «Оригинальный игровой персонаж года» (Джейд) и «Превосходство в игровом дизайне» (англ. Excellence in Game Design). Игры Ubisoft в 2004 году завоевали шесть из одиннадцати наград на фестивале IMAGINA во Франции, сама игра Beyond Good & Evil получила награду «Лучший писатель», а команда её разработчиков — «командную награду за игру года» (англ. Game of the Year Team Award). В 2004 году Академия интерактивных искусств и наук номинировала игру на премию Interactive Achievement Awards за «Выдающиеся достижения в развитии персонажа или истории» (англ. Outstanding Achievement in Character or Story Development). В номинациях IGN на лучшие игры 2003 года версия для PlayStation 2 получила приз «Лучшая приключенческая игра» (англ. Best Adventure Game), а версия для GameCube — «Лучшая история» (англ. Best Story). Звук игры также получил признание. Игра была номинирована на награды «Аудио года» (англ. Audio of the Year), «Музыка года» (англ. Music of the Year), «Лучшая интерактивная саундтрек» (англ. Best Interactive Score) и «Лучший звуковой дизайн» (англ. Best Sound Design) на второй ежегодной премии Game Audio Network Guild.